# Antonella Zanna
Antonella Zanna Munthe-Kaas (Molfetta, ) é uma matemática aplicada e analista numérica italiana, cuja pesquisa inclui trabalhos sobre integração numérica de equações diferenciais e aplicações em imagens médicas. É professora e chefe do departamento de matemática da Universidade de Bergen, Noruega.

## Formação e carreira
Zanna nasceu em Molfetta, no sul da Itália, e se formou em matemática pela Universidade de Bari. Completou um doutorado no Departamento de Matemática Aplicada e Física Teórica da Universidade de Cambridge em 1998. Sua tese, Numerical Solution of Isospectral Flows, foi orientada por Arieh Iserles.

## Reconhecimento
Zanna recebeu o segundo Prêmio Leslie Fox de Análise Numérica em 1997. É membro da Academia Norueguesa de Ciências Tecnológicas.

## Vida privada
Zanna casou-se com o matemático norueguês Hans Munthe-Kaas em 1997; eles têm dois filhos.